# 朱膺鐩
江川王朱膺鐩（1505年—1597年），明朝江川荣懿王朱音垫的庶长子。明太祖之玄孙。

## 生平
嘉靖元年（1522年）十一月，其父朱音垫自称年老，请求朝廷准许江川长子朱膺鐩代行礼仪，获准，其后又请求朝廷准许他代理府事，但遭到拒绝。同年，朱音垫去世。
嘉靖四年（1525年）十月，明世宗遣成安伯郭瓚等為正使、翰林院侍讀葉桂章等為副使，持節冊封朱膺鐩為江川王，夫人何氏為王妃。
岷靖王朱彦汰被革爵為庶人，明世宗命礼部令当地镇巡官商议可以攝岷国國事者，都推举朱彥汰子善化王朱譽桔，但朱膺鐩、唐年王朱膺錄、長史朱維屏、紀善、唐鑑等各自上疏請求赦免朱彥汰，復其爵，让他自新。朱彦汰也自陈谢罪。禮部以為他们的请求都不能答应，请求另选宗室管理岷国国事。嘉靖六年（1527年）六月，世宗同意。
嘉靖二十一年（1542年）閏五月，湖廣寶慶府邵陽縣妖賊被平定，世宗賜敕书褒奖朱膺鐩。
萬曆二十五年（1597年）逝世。史料没有记载他是否有谥号。《明史》作子孙都已去世，无嗣国除。武冈岷藩《朱氏族谱》载：何妃死后，朱膺鐩又以城南兵马指挥李绥的女儿为继妃，生子朱彦润、朱彦沅、朱彦汤；朱彦润生朱誉栿；朱膺鐩去世时九十三岁；朱彦润和朱誉栿都在朱膺鐩生前去世，崇祯八年（1635年）由朱誉栿的儿子朱定某袭封江川王。另一说崇祯七年（1634年）朱誉栿由辅国将军袭封。

## 家庭

### 妻室
- 王妃何氏，葬于邵阳杨家山墓群，1972年8月其墓葬出土[9]。
- 继妃李氏

### 子嗣
- 长子：朱彦润
  - 孙：朱誉栿
  - 孙：镇国将军朱誉桦，号近贤主人（1547-1559），葬于邵阳汤家山。[7]
- 次子：朱彦沅
- 三子：朱彦汤